# Handsworth Wood
Handsworth Wood – dzielnica miasta Birmingham, w Anglii, w West Midlands, w dystrykcie Birmingham. Leży 4,3 km od centrum miasta Birmingham i 168,2 km od Londynu. W 2011 roku dzielnica liczyła 27 749 mieszkańców.